# Puerto Arroyo Seco
Puerto Arroyo Seco es una localidad argentina ubicada en el Departamento Rosario de la provincia de Santa Fe. Se encuentra en la desembocadura del arroyo Seco sobre el río Paraná, a 2 km de Arroyo Seco y km al sur de Rosario. Depende administrativamente de Arroyo Seco y es considerada por dicha municipalidad área suburbana.
El puerto al que alude el nombre es propiedad de una compañía que cuenta con una operatoria dedicada fundamentalmente al transporte de granos, con capacidad para 70 camiones y 8 mil toneladas. En su momento las instalaciones se consideraron el antepuerto más moderno del país.

## Población
Cuenta con 413 habitantes (Indec, 2010), lo que representa un incremento del 58% frente a los 260 habitantes (Indec, 2001) del censo anterior.
| Gráfica de evolución demográfica de Puerto Arroyo Seco entre 1991 y 2010 |
|                                                                          |
| Fuente: Censos nacionales del INDEC                                      |